# Осипов, Олег Анатольевич
Оле́г Анато́льевич О́сипов (26 сентября 1969, Александров, Владимирская область — 4 сентября 2011, Москва) — российский телеведущий, кинорежиссёр, сценарист и продюсер. На счету Осипова более 35 продюсерских работ для кино и сериалов. Наиболее известен по работе над сериалами «Солдаты», «Студенты» и «Счастливы вместе».

## Биография
Родился 26 сентября 1969 года в Александрове Владимирской области.
В 1991 году с отличием окончил факультет журналистики МГУ. После чего в течение шести лет работал на Первом канале корреспондентом, а также ведущим программ «До 16 и старше...», «РЭП-магазин», «Галопом по Европам» и «Вместе». Олегу принадлежит цикл репортажей посвящённых борьбе с наркотиками за который он получил Международную премию Интерпола. Тогда же он впервые попробовал свои силы в качестве продюсера. Олегу принадлежит идея сериала АБВГД Ltd.
В период с 1998 по 2000 год Осипов был главными продюсером телерадиокомпании «Мир» и радиостанции «Мировое радио». Параллельно с этим на первом канале вышла серия его специальных репортажей («Улица контрабандистов», «Стенка плача» и «Два бойца»), а также документальные фильмы «После победы» и «Дагестанский ответ».
В 2002 году Олег окончил Высшие курсы сценаристов и режиссёров по специальности «режиссёр игрового кино» (мастерская Петра Тодоровского). Был ведущим и продюсером программ «Абсолютный слух», «Зарядка для страны», «Награда за смелость» и «Спорт. История здоровья» на 7ТВ, а также передачи «Без правил» на ТВЦ. Параллельно Осипов продолжал сотрудничать с первым каналом, выпустив цикл документальных фильмов «Возвращение домой», а также став продюсером документального фильма «Scorpions в России».
С сентября 2000 по июль 2006 года Олег Осипов был генеральным директором продюсерского центра «Леан-М», а с июля 2006 по январь 2007 года — председателем совета директоров, позднее — сопредседателем. В период с 2004 по 2011 год им в сотрудничестве с другими работниками центра было создано более 30 различных работ. Среди них такие сериалы как «Солдаты», «Студенты», «Счастливы вместе», «Дом кувырком» и «Метод Лавровой».
В 2008 году вышел первый художественный фильм Осипова — «После жизни». Заглавная композиция к фильму была отмечена специальным призом на IV международном кинофестивале в Севастополе, а сама картина стала победителем международного фестиваля детективных фильмов и телепрограмм «Закон и общество» в номинациях «Лучший детективный фильм» и «Герой-Антигерой». Второй режиссёрской работой Олега стала картина «Если бы да кабы», которая вышла в свет уже после его смерти.
В последние годы жизни у Олега Осипова были проблемы с сердцем. Он на ногах перенёс инфаркт.
Скончался на 42-м году жизни 4 сентября 2011 года в Москве. Причиной смерти Олега, по заключению медиков, стал кардиосклероз. Похоронен на Даниловском кладбище.

### Личная жизнь
Осипов был женат на Виктории Расщупкиной. Есть дочь Дарья. В ноябре 2006 года Олег женился на певице Юте, с которой он до этого встречался почти два года. 3 октября 2007 года у семейной пары родился первенец Анатолий. 30 июля 2010 года появились на свет двойняшки Екатерина и Мария.

## Память
Согласно начальным титрам каждой серии Олегу Осипову посвящён 17 сезон сериала «Солдаты», режиссёром которого стал Владимир Тумаев. Олегу также посвящена композиция «Любимый мой» в исполнении его жены Юты.

## Фильмография
Ниже приведён список фильмов и сериалов, в создании которых Олег Осипов принял участие.
В качестве продюсера
- 1992—1994 — АБВГД Ltd
- 2000 — Капитан Правда
- 2004—2013 — Солдаты (16 из 17 сезонов)
  - 2004 — Солдаты. Здравствуй, рота, Новый год!
  - 2004 — Солдаты. День защитника Отечества
  - 2007 — Колобков. Настоящий полковник!
  - 2007 — Морская душа
  - 2007 — Прапорщик Шматко, или Ё-моё
  - 2007 — Солдаты. Новый год, твою дивизию!
  - 2008 — Бородин. Возвращение генерала
  - 2008 — Смальков. Двойной шантаж
  - 2008 — Солдаты. Дембельский альбом
- 2005—2006 — Студенты (все части)
- 2005 — Туристы
- 2005 — Фирменная история
- 2006—2013 — Счастливы вместе
- 2006 — Золотая тёща
- 2006—2007 — Папа на все руки
- 2006 — Петя Великолепный
- 2007 — Дочки-матери
- 2007 — Бешеная
- 2007—2009 — Платина (все части)
- 2008 — После жизни
- 2008 — Сердцеедки
- 2008 — Кружева
- 2008—2009 — Моя любимая ведьма
- 2008 — Провинциалка
- 2008 — ГИБДД и т. д.
- 2009 — Человек, который знал всё
- 2009 — Дом кувырком
- 2009 — Однажды будет любовь
- 2009 — Хранитель
- 2010 — Дворик
- 2010—2011 — Всё к лучшему
- 2011 — Метод Лавровой
- 2011 — Детка
- 2012 — Если бы да кабы
- 2012 — Золотой запас
- 2012 — Анечка

В качестве сценариста
- 1992—1994 — АБВГД Ltd
- 1997—2005 — 33 квадратных метра
- 2008 — После жизни
- 2011 — Детка
- 2012 — Если бы да кабы

В качестве актёра
- 2003 — Люди и тени 2: Оптический обман — эпизод
- 2003 — Другая жизнь — охранник Димы
- 2006 — Солдаты 9 — эпизод
- 2009 — Солдаты 16 — камео

В качестве режиссёра
- 2008 — После жизни
- 2012 — Если бы да кабы